# Max Calandri
Massimo „Max“ Calandri (* 29. Oktober 1906 in Turin; † nach 1956) war ein italienischer Filmschaffender.

## Leben
Calandri trat vor allem in den Jahren des Zweiten Weltkrieges in verschiedenen Funktionen bei erfolgreichen Spielfilmen in Erscheinung; so wirkte er als Regieassistent und Drehbuchautor, hauptsächlich jedoch als Produktionsleiter einiger Filme, darunter auch Produktionen des kurzlebigen Republik von Salo. Dies scheint auch der Grund für die heute weitgehende Unbekanntheit Calandris sein.
Sein Werk nach dem Krieg ist heute großenteils vollständig vergessen; er verfilmte mehrere seiner Drehbücher als Regisseur; nur noch drei Mal war er auch als Produzent tätig.
Sein Sterbedatum ist nicht zu ermitteln.

## Filmografie (Auswahl)
- 1939: Tat ohne Zeugen (Il fornaretto di Venezia) (Produktionsleiter)
- 1956: Retaggio di sangue (Regisseur, Drehbuchautor)